# 新グロモント
グロモント（Guromont）は、レックが扱うドリンク剤（栄養ドリンク）の名称。2004年12月までは中外製薬が、2004年12月から2024年6月まではライオンがそれぞれ取り扱っていた。

## 商品沿革
1964年5月、当時の中外製薬が開発した薬用成分「グルクロノラクトン」（通称グロンサン）を配合した、アメリカ合衆国・バーモント州に伝わる民間療法「バーモント健康法」を利用したアップルビネガー&蜂蜜味の医薬品ドリンク『グロンサンバーモント』として発売。競合商品は大正製薬の『リポビタンD』、大日本製薬（現在：住友ファーマ）の『ヘルタスバーモント』、田辺製薬（現在：田辺三菱製薬）の『アスパラC（現在のアスパラドリンクα）』、第一製薬（現在：第一三共ヘルスケア）の『マミアン』、日本製薬（発売元は武田薬品）の『ポリタンC』であった。のちに商品名を縮めて『グロモント』に、その後処方を強化し、現在の商品名となる。
2004年末に中外製薬が一般用医薬品・殺虫剤などの一般向け製品から撤退し、2005年1月からは事業を譲り受けたライオンから発売することになった。ちなみに、これまでライオンではドリンク剤の取り扱いはなく、姉妹ブランドの『グロンサン』と共に譲り受けたことにより、ドリンク剤の分野に本格的に参入したことになる。
2009年秋に『新グロモント』が生薬のリュウガンニクエキスを配合する処方改良が行われ、販売名が『新グロモントA』に変更された。
『新グロモントA』は2013年8月にパッケージリニューアルが行われた後、2017年10月に再度パッケージリニューアルされた。2017年10月のパッケージリニューアルでは、4月に指定医薬部外品のビタミン含有保健剤の承認基準改正に伴って効能が変更となり、「疲労の予防・回復」と明記されるようになったほか、メーカー希望小売価格を設定しないノープリントプライスへ移行された。
2022年2月には法人向けノベルティのラインナップに加わり、ノベルティ専用仕様となる2本入りセットが発売された（受注生産対応）。
2024年6月28日付で、商標権・製造権・販売権がライオンからレックへ譲渡された。
2025年1月27日に商品名を「グロモントPREMIUM」に改めて全面リニューアルされ、パッケージデザインが黄色基調となった。また、リニューアルを機にライオン時代では行われなかった広告展開が行われるようになった。また新グロモントAは名の知れた栄養ドリンクとしては極めて安い価格で販売され、2020年代に10本セットが税込で400円を切る価格で販売されることも珍しくなかったが、グロモントPREMIUMは10本セットで税込千円前後で推移している。

## 歴代広告キャラクター
中外製薬時代
- ハナ肇 ※当商品の前身『グロンサンバーモント』発売時から
- 八代亜紀
- 劇団東京乾電池
- 三好鉄生
- 布川敏和
- 高嶋政伸
- あき竹城（高嶋と共演）
- 井原正巳
- ブルース・リー
- 峰竜太・海老名美どり夫妻
- 森末慎二
- 平泉成 ほか。

レック時代
- 吉川晃司
- 張本智和・張本美和
- 古賀紗理那・石川真佑
- 安田祐香・安田美祐
- ゆっくり霊夢・ゆっくり魔理沙(東方Projectとのコラボ企画。主にWeb広告にて)

## 歴代キャッチコピー
中外製薬時代
- ガンバラナクッチャ（アニメーション 1971年放送[8]）：CMソングは、はやし・こばの作曲。ユニオンレコード（発売元：テイチク）からCMソングを3分30秒のフルバージョンへ発展させた「ガンバラナクッチャ」という楽曲がシングルレコードで発売されている（作詞：やの・えつこ、作編曲：はやし・こば、歌：サスケ[9]、US-727）。
- がんばれば愛（アニメーション）：アニメ「がんばれ!!タブチくん」とコラボしたもので、「唄 クレージー・パーティー」と画面右下に表示。
- ちかれたびー（一般中年男性モデル 1974年放送[8]）：「疲れた」を意味する秋田県鹿角市地域の方言。1975年の流行語となった[10]
- がんばんベェ（同）
- すいつけベェ（同）
- アゴ出すな!（八代亜紀 1978年放送）：非常に疲れた様子を意味する慣用句「あごを出す」から。
- ガンバリます（三好鉄生）
- 熱く走ろう（不明 1986年放送）
- からだが資本　元気が基本（森末慎二 1987年放送）
- しゃかりきドリンク。（布川敏和）
- 燃えろ!（井原正巳→ブルース・リー）
- グイっとくる!（高嶋政伸）
- 朝のカラダに、新発売。（峰竜太、新グロモントゴールド）

レック時代
- 疲れためるな!元気よつづけ!

## 取扱商品
現行製品
- グロモントPREMIUM（販売名：新グロモントA）【指定医薬部外品】
- 新グロモントロイヤル【指定医薬部外品】：企業限定商品

過去の製品
- 新グロモントロイヤル（医薬品、中外製薬時代に発売）：シリーズ唯一の50ml入り医薬品ミニドリンク剤。現行の「新グロモントロイヤル【指定医薬部外品】」（企業限定商品）とは別物の製品
- 新グロモントアルファ（医薬部外品、中外製薬時代に発売）
- 新グロモントゴールド（指定医薬部外品、ライオン移管後も引き続き発売されたが、2016年5月製造終了）
- 新グロモントエース（医薬品、ライオン移管後も引き続き発売）（製造販売元：常盤薬品）
- 新グロモント（指定医薬部外品、販売名：新グロモントA、レック移管後も引き続き発売されていたが、2025年1月に現在の「グロモントPREMIUM」へ変更）